# Вероника почтисидячая
Веро́ника почтисидя́чая (лат. Veronica subsessilis) — многолетнее травянистое растение, вид рода Вероника (Veronica) семейства Подорожниковые (Plantaginaceae).

## Распространение и экология
Азия: Япония (центральная часть острова Хонсю). Эндемик.

## Ботаническое описание
Стебли округлые, прямые, высотой до 1 м, опушенные изогнутыми волосками.
Листья обычно длиной 5—7 см и шириной 3—4 см, яйцевидные, до продолговато-ланцетных с сердцевидным основанием, резко суженные в черешок длиной 3—5 мм или сидячие, по краю крупнозубчатые или пильчато-зубчатые, на верхушке острые, почти горизонтально отклоненные от стебля или вниз отогнутые.
Кисти длиной 5—40 см, густые и многоцветковые; прицветники нитевидные, длинные, особенно в нижней части соцветия, превышают чашечки и коробочки; цветоножки короткие или цветки почти сидячие. Чашечка с линейными, нитевидными, острыми долями, сросшимися у основания; венчик с четырьмя, сросшимися на одну треть в трубку, лопастями, выемчатыми на верхушке; две лопасти продолговатые и две яйцевидные. Тычинки с яйцевидными пыльниками, превышают венчик.
Коробочки короче чашечки, округлые, слабо выемчатые на верхушке, голые. Семена продолговато-яйцевидные, длиной около 1 мм, шириной 0,5 мм, тупые, плоские с одной стороны и килевато-выпуклые с другой.
Цветёт в июне — июле.

## Таксономия
Вид Вероника почтисидячая входит в род Вероника (Veronica) семейства Подорожниковые (Plantaginaceae) порядка Ясноткоцветные (Lamiales).
|  |                                      |  |                                                             |                                                             |                          |  | ещё 21 семейство (согласно Системе APG II) | ещё 21 семейство (согласно Системе APG II) |                           |  |  |  | ещё от 300 до 500 видов |
|  |                                      |  |                                                             |                                                             |                          |  | ещё 21 семейство (согласно Системе APG II) | ещё 21 семейство (согласно Системе APG II) |                           |  |  |  | ещё от 300 до 500 видов |
|  |                                      |  |                                                             | порядок Ясноткоцветные                                      |                          |  |                                            |                                            | род Вероника              |  |  |  |                         |
|  |                                      |  |                                                             | порядок Ясноткоцветные                                      |                          |  |                                            |                                            | род Вероника              |  |  |  |                         |
|  | отдел Цветковые, или Покрытосеменные |  |                                                             |                                                             | семейство Подорожниковые |  |                                            |                                            | вид Вероника почтисидячая |  |  |  |                         |
|  | отдел Цветковые, или Покрытосеменные |  |                                                             |                                                             | семейство Подорожниковые |  |                                            |                                            |                           |  |  |  |                         |
|  |                                      |  | ещё 44 порядка цветковых растений (согласно Системе APG II) | ещё 44 порядка цветковых растений (согласно Системе APG II) |                          |  |                                            | ещё 90 родов                               | ещё 90 родов              |  |  |  |                         |
|  |                                      |  |                                                             | ещё 44 порядка цветковых растений (согласно Системе APG II) |                          |  |                                            |                                            | ещё 90 родов              |  |  |  |                         |